# Noelle
Noelle é um filme de Natal americano de 2019 escrito e dirigido por Marc Lawrence e produzido pela Walt Disney Pictures. O filme é estrelado por Anna Kendrick como Noelle Kringle, filha do Papai Noel. Também estrelado por Bill Hader, Kingsley Ben-Adir, Billy Eichner, Julie Hagerty e Shirley MacLaine.

## Elenco
- Anna Kendrick como Noelle Kringle, filha de Kris.
  - Oakley Bull como Jovem Noelle
  - Taylor Bedford como Adolescente Noelle
- Bill Hader como Nick Kringle, filho de Kris, irmão da Noelle e o 23º Papai Noel.
  - Owen Vaccaro como Jovem Nick
- Shirley MacLaine como Elfo Polly, ama na adolescência de Noelle.
- Kingsley Ben-Adir como Jake Hapman, um amigo detetive privado de Noelle.
- Billy Eichner como Gabriel Kringle, primo da Noelle e do Nick especializado em tecnologia.
- Julie Hagerty como Mamãe Noel, mãe da Noelle e do Nick, e mulher do Kris.
- Jay Brazeau como Kris Kringle, pai da Noelle e do Nick e o 22º Papai Noel.
- Maceo Smedley como Alex, filho do Jake.
- Diana Maria Riva como Helen Rojas, a manager do centro comercial.
- Ron Funches como Elfo Mortimer
- Michael Gross como Velho Elfo Abe, o líder dos Velhos Elfos.
- Chelah Horsdal como Dr. Shelley Sussman
- Anna Van Hooft como Elfo Mary
- Anthony Konechny como Elfo Ted
- Burgess Jenkins como Dan
- Jason Antoon como Omar
- Shaylee Mansfield como Michelle
- Gracie Lawrence como Elfo Carol

## Produção
Em 11 de janeiro de 2017, foi anunciado que Anna Kendrick faria o papel titular da filha do Papai Noel, Noelle, e que o filme seria escrito e dirigido por Marc Lawrence, e produzido por Suzanne Todd para a Walt Disney Pictures . Em julho de 2017, Bill Hader se juntou ao elenco. Em setembro de 2017, Billy Eichner e Shirley MacLaine se juntaram ao elenco. Em outubro de 2017, Julie Hagerty e Maceo Smedley se juntaram ao elenco. Em novembro de 2017, Michael Gross se juntou ao elenco.
A fotografia principal do filme começou no final de outubro de 2017 em Vancouver, British Columbia, e posteriormente mudou-se para o Whistler Olympic Park no início de janeiro de 2018, onde as filmagens continuaram até 19 de janeiro de 2018. O exterior do abrigo em Phoenix era a Igreja Anglicana de St. James - o nome da igreja pode ser visto na foto da véspera de Natal. Fotografias adicionais também aconteceram em Woodstock, Geórgia. Cody Fitzgerald e Clyde Lawrence compuseram a trilha sonora do filme.

## Lançamento
Noelle foi originalmente programado para ser lançado nos cinemas em 8 de novembro de 2019 pela Walt Disney Studios Motion Pictures. Em 8 de fevereiro de 2018, foi revelado que o filme seria lançado na Disney+. Foi lançado em 12 de novembro de 2019, quatro dias após sua data de lançamento original nos cinemas.

## Recepção
O site Rotten Tomatoes relata uma taxa de aprovação de 53% com base em 36 resenhas, com uma classificação média de 5,28/10. Críticos consenso do site diz: "o sempre charmoso Anna Kendrick faz o seu melhor, mas tomada progressiva ' Noelle em um conto atemporal é, infelizmente, subjugado." Metacritic, que usa uma média ponderada, atribuiu ao filme uma pontuação de 48 em 100, baseada em 10 críticos, indicando "críticas mistas ou médias".
Nick Allen, do Roger Ebert.com, deu ao filme 3 de 4 estrelas, escrevendo que " Noelle tem mais vantagens do que apenas ser uma das maneiras mais fáceis para a Disney+ causar uma boa primeira impressão", e que "tem muito charme."